# Parque nacional de Phu Pha Lek
El Parque nacional de Phu Pha Lek (en tailandés, อุทยานแห่งชาติภูผาเหล็ก) es un área protegida del nordeste de Tailandia, en las provincias de Sakon Nakhon, Udon Thani y Kalasin. Se extiende por 419 kilómetros cuadrados y fue establecido el 23 de diciembre de 2009.
El parque nacional de Phu Pha Lek forma parte de las montañas de Phu Phan, que se extiende en dirección este-oeste. El pico más alto es Phu Ang So, con 695 m s. n. m.